# Pays d'Aix
Ne doit pas être confondu avec Pays d'Aix (région naturelle).
Le pays d'Aix est un territoire de la métropole d'Aix-Marseille-Provence. 
Le territoire comprend les 36 communes précédemment membres de la communauté d'agglomération du pays d'Aix qui a fusionné au sein de la métropole le 1er janvier 2016.

## Communes membres
Le territoire du pays d'Aix est créé par un décret du 23 novembre 2015. Il comprend les 36 communes qui étaient jusqu'au 1er janvier 2016 membres de la communauté d'agglomération du pays d'Aix.
| Commune                 | Population | Conseillers |
| ----------------------- | ---------- | ----------- |
| Aix-en-Provence         | 143 006    | 17          |
| Beaurecueil             | 545        | 1           |
| Bouc-Bel-Air            | 14 477     | 1           |
| Cabriès                 | 9 492      | 1           |
| Châteauneuf-le-Rouge    | 2 171      | 1           |
| Coudoux                 | 3 564      | 1           |
| Éguilles                | 7 579      | 1           |
| Fuveau                  | 9 638      | 1           |
| Gardanne                | 20 407     | 1           |
| Gréasque                | 4 033      | 1           |
| Jouques                 | 4 377      | 1           |
| Lambesc                 | 9 459      | 1           |
| Meyrargues              | 3 738      | 1           |
| Meyreuil                | 5 371      | 1           |
| Mimet                   | 4 591      | 1           |
| Les Pennes-Mirabeau     | 21 361     | 1           |
| Pertuis (Vaucluse)      | 19 523     | 1           |
| Peynier                 | 3 233      | 1           |
| Peyrolles-en-Provence   | 4 912      | 1           |
| Puyloubier              | 1 817      | 1           |
| Le Puy-Sainte-Réparade  | 5 476      | 1           |
| Rognes                  | 4 777      | 1           |
| La Roque-d'Anthéron     | 5 461      | 1           |
| Rousset                 | 4 730      | 1           |
| Saint-Antonin-sur-Bayon | 127        | 1           |
| Saint-Cannat            | 5 644      | 1           |
| Saint-Estève-Janson     | 379        | 1           |
| Saint-Marc-Jaumegarde   | 1 193      | 1           |
| Saint-Paul-lès-Durance  | 889        | 1           |
| Simiane-Collongue       | 5 534      | 1           |
| Le Tholonet             | 2 369      | 1           |
| Trets                   | 10 919     | 1           |
| Vauvenargues            | 1 032      | 1           |
| Venelles                | 8 349      | 1           |
| Ventabren               | 5 067      | 1           |
| Vitrolles               | 33 880     | 4           |

## Administration

### Conseil de territoire
Le conseil de territoire comprend 58 membres qui siègent également au sein du conseil métropolitain. Jusqu'aux élections de 2020, le conseil de territoire comptait également les conseillers précédemment membres du conseil communautaire du Pays d'Aix,,.

### Exécutif
Le conseil de territoire élit son président et peut élire jusqu'à 15 vice-présidents,.
Le 23 mars 2016, Maryse Joissains-Masini est élue présidente du conseil de territoire. Elle était précédemment présidente de la communauté d'agglomération du pays d'Aix. Elle est réélue le 15 juillet 2020. À la suite de la démission de Maryse Joissains-Masini, Gérard Bramoullé est élu président du conseil de territoire le 30 novembre 2021.
- Président : Gérard Bramoullé (LR), premier adjoint au maire d'Aix-en-Provence
- 1er vice-président : Roger Pellenc (DVD), maire de Pertuis
- 2e vice-président : Robert Dagorne (LC), maire d'Éguilles
- 3e vice-président : Michel Boulan (LR), maire de Châteauneuf-le-Rouge
- 4e vice-président : Arnaud Mercier (LR), maire de Venelles
- 5e vice-président : Jean-David Ciot (PS), maire du Puy-Sainte-Réparade
- 6e vice-président : Jean-Louis Canal (PS), maire de Rousset
- 7e vice-président : Régis Martin (LR), maire de Saint-Marc-Jaumegarde
- 8e vice-président : Philippe Ardhuin (LR), maire de Simiane-Collongue
- 9e vice-président : Vincent Languille, maire du Tholonet
- 10e vice-présidente : Béatrice Bonfillon (DVC), maire de Fuveau
- 11e vice-président : Loïc Gachon (PS), maire de Vitrolles
- 12e vice-président : Michel Amiel (DVC), maire des Pennes-Mirabeau
- 13e vice-président : Guy Barret (DVD), maire de Coudoux
- 14e vice-président : Jacky Gérard (PS), maire de Saint-Cannat
- 15e vice-président : Bernard Ramond (LR), maire de Lambesc
- Conseiller stratégique auprès du président : Claude Filippi (LR), maire de Ventabren

### Compétences
À l'inverse de la communauté d'agglomération précédente ou des territoires de la métropole du Grand Paris, le territoire du pays d'Aix n'a pas de personnalité morale : c'est un organe déconcentré qui agit pour le compte du conseil de la métropole.
Le conseil de territoire émet des avis aux questions soumises au conseil métropolitain et reçoit — de manière obligatoire de 2016 à 2020, puis selon le vote du conseil métropolitain à partir de 2020 — l'exercice de certaines compétences de la métropole. 
Le territoire et le conseil métropolitain sont liés par « un pacte de gouvernance, financier et fiscal » adopté à la majorité des deux tiers par le conseil de territoire. Ce pacte définit la stratégie dans l'exercice des compétences, les relations financières et la gestion du personnel,.